# Akwedukt i kanał Pontcysyllte
Akwedukt i kanał Pontcysyllte (ang. Pontcysyllte Aqueduct and Canal wal. Draphont Ddŵr Pontcysyllte) – kanał o długości 18 kilometrów zbudowany w północno-wschodniej Walii na początku XIX wieku, stanowiący wybitne osiągnięcie inżynieryjne z czasów rewolucji przemysłowej. Akwedukt zaprojektowany przez inżyniera Thomasa Telforda z uwagi na rozwiązania technologiczne (zastosowanie żeliwa i kutego żelaza) i architekturę (monumentalizm i elegancja projektu) stanowi dzieło pionierskie, które stało się inspiracją dla do wielu innych tego typu realizacji na świecie. Obiekt został wpisany na listę światowego dziedzictwa UNESCO jako arcydzieło geniuszu ludzkiego i wybitna synteza europejskiej myśli technicznej epoki.
Akwedukt i kanał Pontcysyllte 6 lipca 1963 roku zostały wpisane na listę Zabytków Walii pod nr 1601 z zaliczeniem do klasy I (grade I) z uwagi na to, że stanowią ważny wkład w rozwój inżynierii lądowej związanej z budową akweduktów i kanałów wodnych oraz w konstrukcyjne wykorzystanie żeliwa, a także jako światowej sławy zabytek z epoki rewolucji przemysłowej.

## Historia

### XVIII i XIX wiek

#### Budowa w latach 1795–1805
Na początku lat 90. XVIII wieku powstała koncepcja kanału Ellesmere mającego połączyć Chester i ujście Mersey z siecią kanałów Severn i Midlands. Realizacji tego pomysłu podjęła się prywatna firma pod nadzorem inżyniera Williama Jessopa. Budowę trzech odcinków rozpoczęto od centralnego punktu w Ellesmere. Zapotrzebowanie na wodę i bogate złoża węgla i wapienia w dolinach rzek Dee i Ceiriog, doprowadziło jednak do rozszerzenia projektu w ich kierunku poprzez czwarty odcinek. Prace rozpoczęły się w 1795 roku. Jednak przy połączeniu północnej strony Dee z kanałami Ellesmere i przecieciu rzek Ceiriog i Dee, mających bardzo wyraźne doliny, pojawiły się przeszkody. Jessop od 1793 roku nad tym odcinkiem kanału współpracował z inżynierem i architektem Thomasem Telfordem. Telford w tym czasie prowadził budowę kilku mostów żeliwnych, w tym akweduktu Longdon przecinającego Severn. Zaproponował również most żeliwny nad Tamizą. Akwedukt nad Ceiriog w Chirk był pierwszą konstrukcją zaprojektowaną przez Jessopa i Telforda w 1795 roku. Po dyskusji zdecydowano się na konstrukcję kamienną. Ale w przypadku doliny Dee, która była szersza i głębsza, konwencjonalny akwedukt byłby bardziej kosztowny, w związku z czym Telford zaproponował most z żeliwa, którego przydatność do tego typu konstrukcji zaczęła być właśnie dostrzegana. Telford objął kierownictwo robót budowlanych. Kanał do Trevor został otwarty w dniu 26 listopada 1805 roku, natomiast odcinek stanowiący jego przedłożenie do Horseshoe Falls został ukończony w 1808 roku.

#### Wykorzystanie gospodarcze

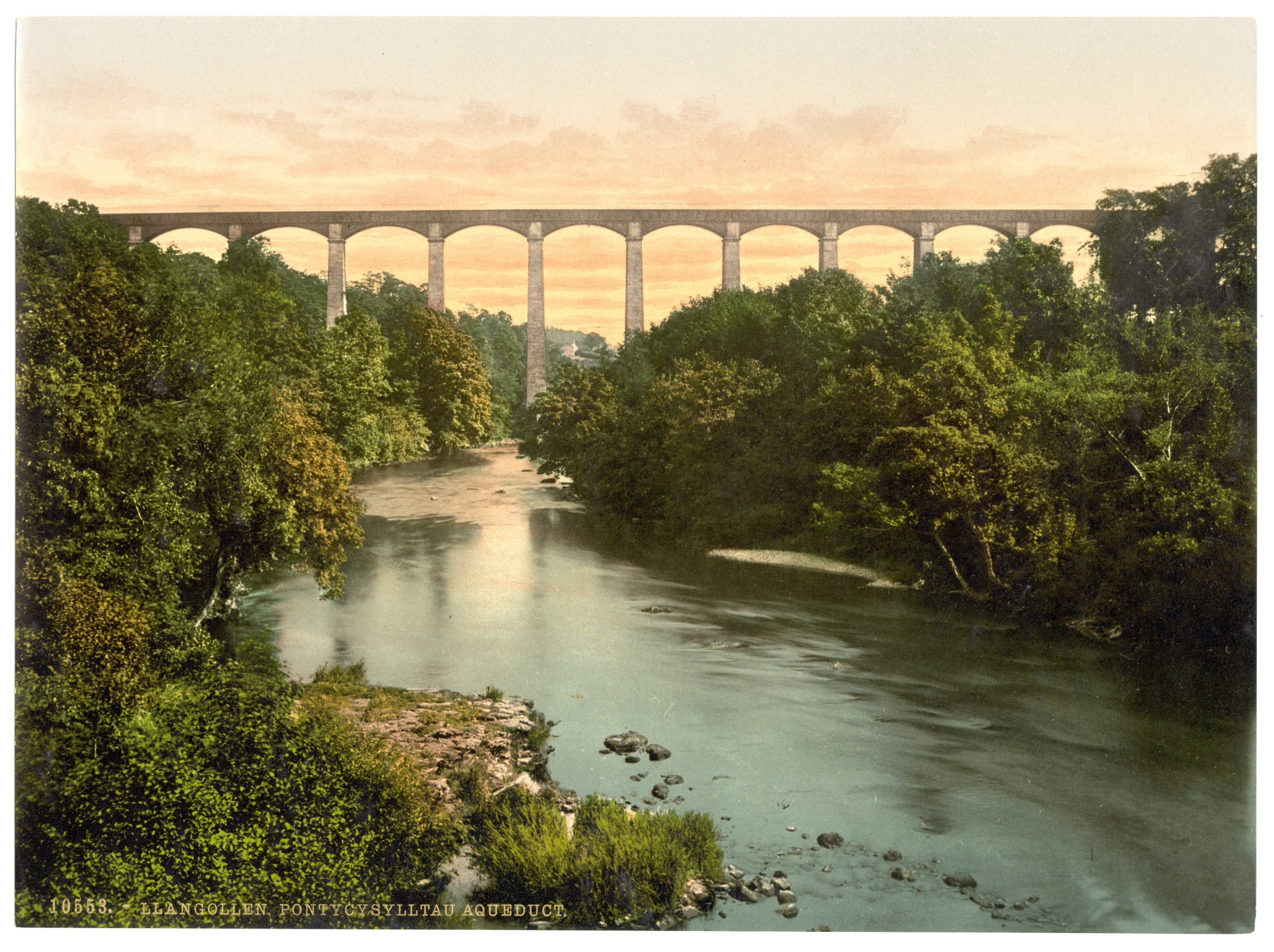
Akwedukt Pontcysyllte na kolorowanej widokówce z końca XIX w.

Po zbudowaniu akwedukt Pontcysyllte zasłynął jako wysoce innowacyjny projekt techniczny i architektoniczny. Po zakończeniu wojen napoleońskich z zagranicy przyjechało kilku inżynierów i naukowców, aby się z nim zapoznać. Akwedukt Pontcysyllte przyniósł też sławę swemu twórcy; Thomas Telford zyskał za życia miano największego budowniczego żelaznych mostów i kanałów swojej epoki. W 1825 roku został pierwszym prezesem Institution of Civil Engineers w Londynie. Zbudowany przez niego akwedukt wywarł na początku XIX wieku istotny wpływ na budownictwo kanałów w Wielkiej Brytanii, Europie i Ameryce Północnej. Telford uczestniczył w budowie innych znanych kanałów, takich jak Kanał Kaledoński w Szkocji i Kanał Gotyjski w Szwecji. Kanał Pontcysyllte wywarł w pierwszej połowie XIX wieku znaczący wpływ ekonomiczny na gospodarkę regionu umożliwiając szybki wzrost wydobycia węgla, produkcji wapienia i rozwój przemysłu metalurgicznego; na jego funkcjonowaniu skorzystało także rolnictwo. Po 1815 roku nakłady na kanał zwróciły się i stał się on bardzo dochodowym przedsięwzięciem, tym bardziej, że kolej nie była tu bezpośrednim jego konkurentem, ale zasadniczo czynnikiem uzupełniającym. Korzystne dla kanału okazało się jego bezpośrednie połączenie z rozbudowaną siecią kanałów prowadzących do Mersey i, poprzez Midlands, z Londynem. W 1884 roku kanał zaczął być wykorzystywany w celach turystycznych. Zahamowanie rozwoju przemysłu ciężkiego pod koniec XIX wieku spowodowało jednak spadek znaczenia kanału.

### XX wiek
Tendencje spadkowe utrzymały się do wybuchu I wojny światowej. W trzech pierwszych dekadach XX wieku kanał był wykorzystywany w celach turystycznych, ale i tu ciosem dla niego okazał się kryzys gospodarczy lat 30. oraz wybuch II wojny światowej. W roku 1944 na mocy uchwały Parlamentu kanał Ellesmere został wycofany z eksploatacji; jednocześnie ze względu na jego rolę w zaopatrzeniu regionu w wodę zdecydowano się zachować jego zachodni odcinek, znany jako kanał Llangollen. Był on jednak w złym stanie i nie żeglowny. Wysiłki na rzecz zachowania dziedzictwa przemysłowego, podejmowane na początku lat 50. I rozwój turystyki w latach 60. w Wielkiej Brytanii przyczyniły się do odrestaurowania kanału i do jego konserwacji. W 1954 zarząd nad nim i jego utrzymanie go w stanie żeglownym objęło przedsiębiorstwo rządowe British Waterways. Obecnie kanał jest jednym z najbardziej popularnych i eksploatowanych w Wielkiej Brytanii.
Akwedukt Pontcysyllte w latach 2003–2004 został, w związku dwusetną rocznicą jego zbudowania, gruntownie odnowiony. Wykonane z tej okazji prace w zdecydowany sposób przyczyniły się do zwiększenia świadomości związanej z dziedzictwem pozostawionym przez rewolucję przemysłową.

## Akwedukt nad Dee

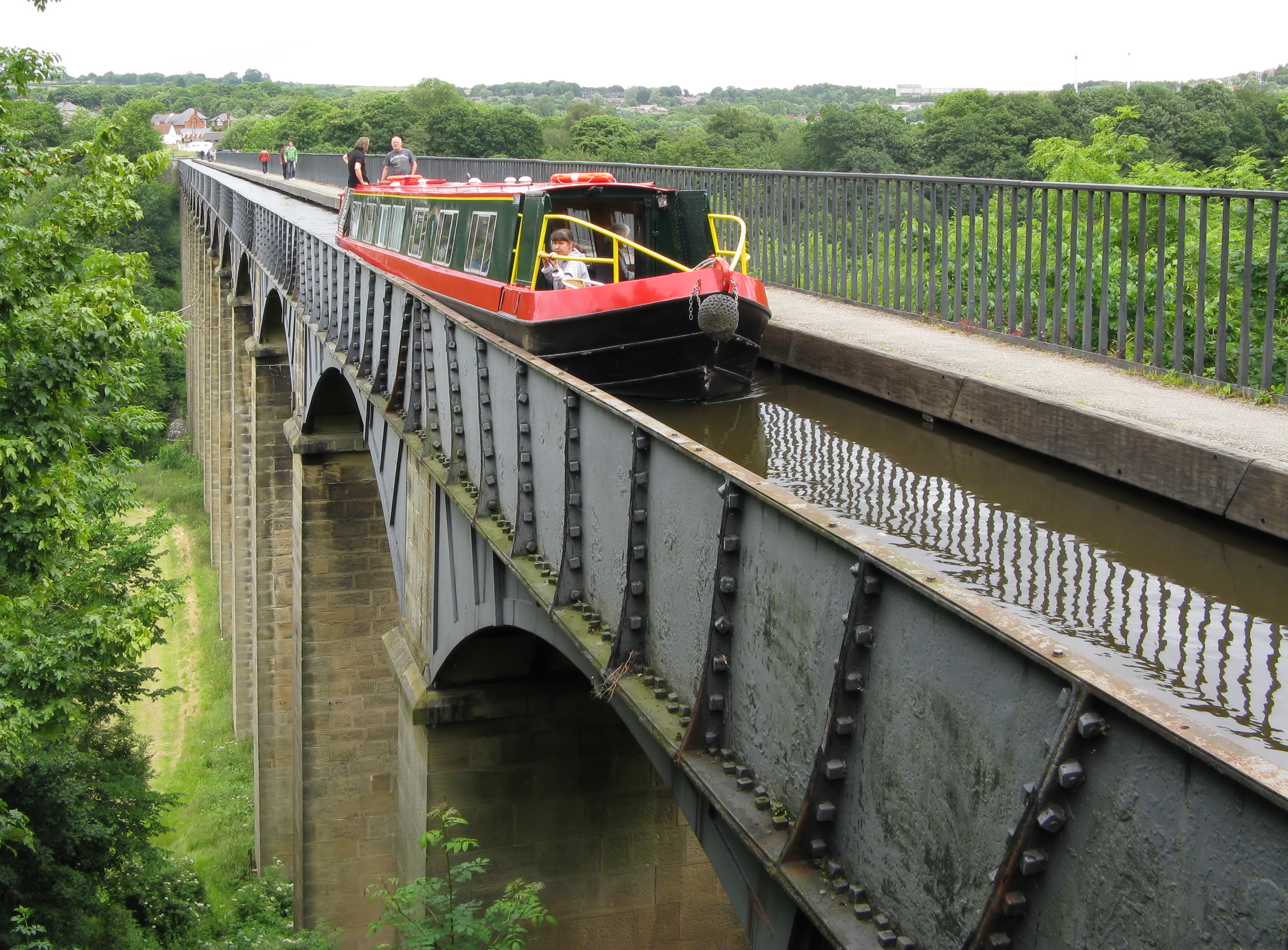
Łódka płynąca korytem wodnym na akwedukcie

Akwedukt, mający długość 307 m i składający się z 19 przęseł, przecina rzekę Dee na wysokości 38 m. Przęsła są wykonane z płyt żeliwnych, zamocowanych na styku ich kołnierzy. Koryto prowadzące wodę zostało wykonane z płyt segmentowych ułożonych promieniście, na kształt klińca. Każde przęsło podtrzymujące koryto wodne wspiera się czterech żeliwnych łukach, które z kolei spoczywają na wysokich, kamiennych filarach, zwężających się od dołu ku górze. Na obu końcach filarów są masywne przyczółki. Żeliwa tablica na brzegu rzeki Dee od strony Froncysyllte informuje, ze kamień węgielny pod budowę kanału wmurowano 25 lipca 1795 roku.
Akwedukt nad Dee jest najdłuższym akweduktem w Wielkiej Brytanii. Jest zaopatrywany w wodę z okolic Llangollen. Żelazne koryto, przez które płynie woda ma ok. 3,5 m szerokości i ok. 1,6 m głębokości i mieści 1,5 miliona litrów wody.

## Znaczenie
Akwedukt i kanał Pontcysyllte są znakomitym przykładem drogi wodnej zbudowanej przez człowieka na przełomie XVIII i XIX wieku w trudno dostępnym środowisku geograficznym. Są pionierskim arcydziełem inżynierii i monumentalnej architektury wykonanym przez renomowanego inżyniera Thomasa Telforda. Akwedukt i kanał są wczesnymi i znakomitymi przykładami innowacji, jakie przyniosła rewolucja przemysłowa w Wielkiej Brytanii, są także świadectwem istotnych międzynarodowych powiązań oraz wpływów w zakresie budowy śródlądowych dróg wodnych, inżynierii lądowej i wodnej, gospodarki przestrzennej i wykorzystania żelaza w projektowaniu konstrukcji.

## Wpis na listę światowego dziedzictwa UNESCO
W 2009 roku akwedukt i kanał Pontcysyllte zostały wpisane na listę światowego dziedzictwa UNESCO stając się trzecim zabytkiem tej rangi w Walii, obok warownych zamków i murów obronnych króla Edwarda I w dawnym księstwie Gwynedd i krajobrazu przemysłowego Blaenavon. Procedurą nominacji do wpisu na listę światowego dziedzictwa kierowały: Royal Commission, Wrexham County Borough Council i British Waterways. Royal Commission dołączyła dokumentację fotograficzną i dokumentalne rejestracje prawie 200 obiektów usytuowanych wzdłuż 18-kilometrowego kanału, wśród których znalazł się nominowany obiekt, od strony mostu w pobliżu Rhoswiel Gledrid do Horseshoe Falls na północny zachód od Llangollen.
Wpisanie na listę akweduktu, odwiedzanego co roku przez 250 tysięcy turystów, korzystających z przejazdów łodzią po torze wodnym, wywołało entuzjastyczne komentarze wśród rządowych i lokalnych oficjeli. Dawn Roberts, kierownik wydziału ds. rozwoju gospodarczego Rady Wrexham określił wpis akweduktu i kanału na listę jako „coś niezwykłego”; Rhodri Morgan pierwszy minister Walii nazwał to wydarzenie „wisienką na torcie zabytkowego transportu Walii i jej środowiska przemysłowego”, zaś Barbara Follett, Minister Kultury rządu brytyjskiego stwierdziła, że wpis ten stanowi „całkowicie zasłużoną promocję dla regionu”.